# 谭其骧
谭其骧（1911年2月25日—1992年8月28日），字季龙，笔名禾子，浙江嘉兴人，近代中国历史学家、历史地理学家、中国科学院院士，中国历史地理学主要奠基人及开拓者之一。

## 生平

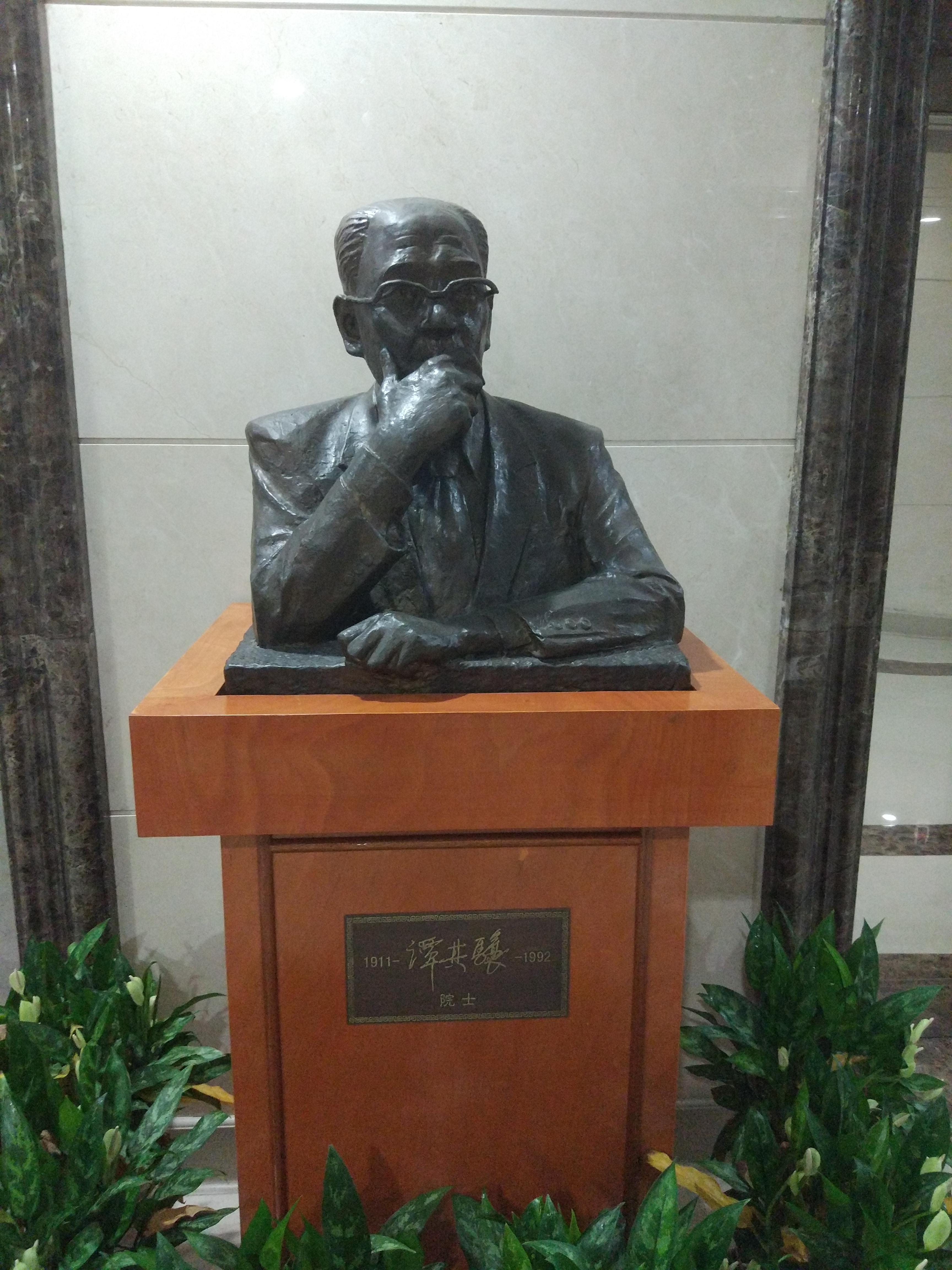
谭其骧像，位于复旦大学历史地理研究中心

1911年，譚其驤出生於奉天皇姑屯。譚氏自明中葉從山陰遷至嘉興，祖父譚日森系光緒年間舉人，短暫做過總理各國事務衙門大臣許景澄的秘書，但是好賭，祖輩家財被其揮霍殆盡，晚年曾任嘉興府學監。父親譚新潤曾留學日本，畢業於東亞鐵道學校，1911年回國後任京奉鐵路皇姑屯站站長。意外的是第二年父親突發腦血栓，只能攜眷歸鄉，後來在嘉興縣公署工作。
五歲時，由於家中姐妹八人難以照料被送到姑父母海鹽馮家發蒙。回到嘉興後入讀縣立第一高小，1923年畢業後考入嘉兴秀州中学。1925年，五卅慘案引起全國學校的反彈，譚其驤為此組織同學退學。退學後他沒有繼續讀中學，而是到上海投考了剛剛初建的上海大学，並加入了校內的共青團。1927年春，學校遷至江灣，譚其驤支持北伐和同學天天到閘北宣傳。這年清明到杭州掃墓，因而躲過了四一二政變，等到他回到上海已經面目全非，還被短暫逮捕了。
經歷了這些之後譚其驤決定重新報考大學，考上了也是新組建的國立暨南大学中文系，1928年秋，先轉至外交系，後轉至新成立的歷史社會系。主要受到潘光旦還有程仰之的影響，建立了他對史學的興趣。1930年9月，被推薦進入燕京大学研究生院學習，師從顧頡剛和鄧之誠，並且借住鄧之誠家中。同學中結識周一良、鄧嗣禹、侯仁之、俞大綱和葉國慶等人。燕大研究院是兩年制，譚其驤用了一年時間修滿學分並完成了繼承潘光旦的中國移民史的論文，由於不能提前畢業便通過在國立北平圖書館的伯父介紹被錄用，負責彙編館藏方志目錄。同時輔仁大學有了職缺，受鄧之誠推薦，到輔大代課。1932年，從燕大畢業後留校做講師代課。
1934年2月，顧頡剛創辦《禹貢》半月刊，譚其驤也參與籌辦。1935年5月，受廣州學海書院之聘離開《禹貢》編務。1936年暑假，返回北平休假，因陳濟棠動亂，沒有再回廣州。1937年3月，受潘光旦邀請在清華做助理研究員，結識吳晗和夏鼐。
1940年春，到湄潭縣青岩的浙江大学任史地系副教授。1942年，調回遵義本部，升任史地系教授。1946年，復員随浙大回到杭州，並受牟潤孫請託在上海暨南大学兼课。
1949年，解放軍接管杭州後浙江大学被迫停办历史系。1951年秋，他接到周予同的邀請到上海复旦大学任教，參與土改工作隊，積極參與土地改革，隨後參與三反和思想改造運動。1955年2月，被借調到北京中國科學院第二歷史研究所負責重編改繪《歷代輿地圖》，與惲逸群共事。1957年，返回復旦任历史系主任，繼續地圖編繪工作，因此受到保護。他還被選為復旦工會副主席，一直連任到文革開始。1959年7月，復旦建立历史地理研究室，任主任。
1966年5月30日，參加文化大革命，周予同首先成為批判對象，7月30日，譚其驤被揭發“八大罪狀”，接受批鬥。次年6月，下鄉參加勞動。8月，工宣隊掌權，下鄉參加勞動，11月，被迫參加全封閉的政策學習班，結束後被“一批二用”繼續地圖編繪工作，也負責接待外賓，如費正清、劉子健和陳省身等人。後成为上海“罗思鼎”写作组成员。
1980年，成为中国科学院院士。1982年至1986年，历史地理研究室成为历史地理研究所，谭其骧出任所长。

## 成就
谭其骧主编的《中国歷史地图集》，从1950年代初开始编撰，直到1980年代初才开始正式出版，是当代中国歷史、歷史地理研究的重要参考资料。
此外，谭其骧还主编了《简明中国历史地图集》、《中华人民共和国国家历史地图集》并有《长水集》、《长水集续编》等历史论文集。
谭其骧在其著作《历史上的中国和中国历代疆域》提出了版图中国论的概念，他认为现代的中国人不能拿古人心目中的"中国"作为中国的范围。也不能拿今天的中国范围来限定我们历史上的中国范围，而是清朝鼎盛版图的范围为中国历史上的范围，在这个范围之内活动的民族，都是中国史上的民族；在这个范围之内所建立的政权，都是中国史上的政权。对于高句丽，当其定都现中国境内时，就是中国历史上的政权。但是等到公元427年迁都朝鲜半岛时，就不是中国历史上的政权了，不管其在朝鲜半岛还是中国东北的领土都不是中国历史上的范围。从而成为大陆历史观的标准之一。
但主编《中国历史地图集》是政治任务，受到政治上的左右，上面的指示说得都不明确，但真正等到事情来了，就要强调政治上的问题，上面一旦决定，你就不能改变。譬如说，为了反对“修正主义”，地图上一条界线划在这里，如果有年轻人提出应该画大一点，你如果反对那就是卖国，这是最麻烦的。比如说历史上和越南（安南）之间的界线，方国瑜先生主张画到最南边，谭先生主张画到最北边，方先生手下的年轻人主张画在中间，外交部最后裁定画在中间，这没有办法。政治上的，有些事情不讲道理，上面定了就定了。1981年，谭其骧在“中国民族关系史研究学术座谈会”上的讲话中，其本人也承认了其中的错误，他曾说：“平心而论，这是地图开疆。我绘制这版地图实出于某些需要。”
谭其骧认为中华人民共和国行政区划不合理，表示：“中國现行的沿袭元明清旧制的一级行政区划极不合理，一是许多省区不符合自然、经济和人文区域，二是多数省区太大。这种区划状况不仅阻碍经济发展，并且也不利于社会和谐、政治稳定，有必要予以改变。也就是说，通盘制定适应中國当前和今后国境治理、经济发展的新的行政区划，应该就在近期内列入国家大事类的议事项目之内。”
“大跃进”时期，在大批树木被砍去炼钢时，谭其骧撰写了论黄河安流的文章，指出黄河决徙病源在于植被遭到破坏，从而导致严重水土流失。